# Списак председника Хрватске
Списак председника Хрватске обухвата списак шефова држава Демократске Федералне Хрватске (1945—1946), Народне Републике Хрватске (1946—1963), Социјалистичке Републике Хрватске (1963—1990) и Републике Хрватске од 1945. до данас.

## 1945—1990.
| Број                                                                               | Шеф државе                                     | Шеф државе          | Животни век | Мандат             | Мандат             | Трајање мандата    | Партија                                                               | Напомена |
| ---------------------------------------------------------------------------------- | ---------------------------------------------- | ------------------- | ----------- | ------------------ | ------------------ | ------------------ | --------------------------------------------------------------------- | --- |
| Председник Земаљског антифашистичког вијећа народног ослобођења Хрватске 1943—1945 |                                                |                     |             |                    |                    |                    |                                                                       | |
| –                                                                                  | Владимир Назор                                 | Владимир Назор      | 1876—1949.  | 13. јун 1943.      | 25. август 1945.   | 2 године, 73 дана  | Независни Члан ЈНОФ-а Југославије.                                    | Председник ЗАВНОХ у току рата.                                                                                  |
| Председник Президијума Народног сабора Хрватске/Сабора HP Хрватске 1945—1953       |                                                |                     |             |                    |                    |                    |                                                                       | |
| 1                                                                                  | Владимир Назор                                 | Владимир Назор      | 1876—1949.  | 25. август 1945.   | 19. јун 1949.      | 3 године, 298 дана | Независни Члан ЈНОФ-а Југославије, касније Народни фронт Југославије. | Први шеф модерне хрватске државе. Преминуо је на дужности.                                                      |
| 2                                                                                  |                                                | Карло Мразовић      | 1902—1987.  | 15. октобар 1949.  | 18. март 1952.     | 2 године, 155 дана | Комунистичка партија Југославије                                      | |
| 3                                                                                  |                                                | Вицко Крстуловић    | 1905—1988.  | 18. март 1952.     | 6. фебруар 1953.   | 325 дана           | Комунистичка партија Југославије (до новембра 1952)                   | |
| 3                                                                                  | Савез комуниста Југославије (од новембра 1952) | Вицко Крстуловић    | 1905—1988.  | 18. март 1952.     | 6. фебруар 1953.   | 325 дана           |                                                                       | |
| Председници Сабора HP/CP Хрватске 1953—1974                                        |                                                |                     |             |                    |                    |                    |                                                                       | |
| 4                                                                                  |                                                | Златан Сремец       | 1898—1971.  | 6. фебруар 1953.   | 18. децембар 1953. | 315 дана           | Савез комуниста Југославије                                           | |
| 5                                                                                  |                                                | Владимир Бакарић    | 1912—1983.  | 18. децембар 1953. | 27. јун 1963.      | 9 година, 191 дан  | Савез комуниста Југославије                                           | |
| 6                                                                                  |                                                | Иван Стево Крајачић | 1906—1986.  | 27. јун 1963.      | 11. мај 1967.      | 3 године, 318 дана | Савез комуниста Југославије                                           | |
| 7                                                                                  | Јаков Блажевић                                 | Јаков Блажевић      | 1912—1996.  | 11. мај 1967.      | 8. мај 1974.       | 6 година, 362 дана | Савез комуниста Југославије                                           | |
| Председници Председништва CP Хрватске 1974—1990.                                   |                                                |                     |             |                    |                    |                    |                                                                       | |
| 8                                                                                  | Јаков Блажевић                                 | Јаков Блажевић      | 1912—1996.  | 8. мај 1974.       | 10. мај 1982.      | 8 година, 2 дана   | Савез комуниста Југославије                                           | |
| 9                                                                                  |                                                | Маријан Цветковић   | 1920—1990.  | 10. мај 1982.      | 10. мај 1983.      | 1 година, 0 дана   | Савез комуниста Југославије                                           | |
| 10                                                                                 |                                                | Милутин Балтић      | 1920—2013.  | 10. мај 1983.      | 10. мај 1984.      | 1 година, 0 дана   | Савез комуниста Југославије                                           | |
| 11                                                                                 |                                                | Јакша Петрић        | 1922—1993.  | 10. мај 1984.      | 10. мај 1985.      | 1 година, 0 дана   | Савез комуниста Југославије                                           | |
| 12                                                                                 |                                                | Перо Цар            | 1920—1985.  | 10. мај 1985.      | 15. новембар 1985. | 189 дана           | Савез комуниста Југославије                                           | Преминуо на дужности.                                                                                           |
| 13                                                                                 |                                                | Ема Дероси Бјелајац | 1926—2020.  | 26. децембар 1985. | 9. мај 1986.       | 134 дана           | Савез комуниста Југославије                                           | |
| 14                                                                                 |                                                | Анте Марковић       | 1924—2011.  | 9. мај 1986.       | 9. мај 1988.       | 2 године, 0 дана   | Савез комуниста Југославије                                           | |
| 15                                                                                 |                                                | Иво Латин           | 1929—2002.  | 9. мај 1988.       | 30. мај 1990.      | 2 године, 21 дан   | Савез комуниста Југославије                                           | |
| 16                                                                                 | Фрањо Туђман                                   | Фрањо Туђман        | 1922—1999.  | 30. мај 1990.      | 22. децембар 1990. | 206 дана           | Хрватска демократска заједница                                        | Усвајањем Устава Хрватске 22. децембра 1990. укинуто је Председништво и уведена функција Председника Републике. |

## 1990—данас
| Број                          | Шеф државе               | Шеф државе               | Животни век | Мандат — Изборни мандати | Мандат — Изборни мандати | Партија                             | Напомена |
| ----------------------------- | ------------------------ | ------------------------ | ----------- | ------------------------ | ------------------------ | ----------------------------------- | --- |
| Председник Републике Хрватске |                          |                          |             |                          |                          |                                     | |
| 1                             | Фрањо Туђман             | Фрањо Туђман             | 1922—1999.  | 22. децембар 1990.       | 10. децембар 1999.       | Хрватска демократска заједница      | Република Хрватска је прогласила независност у време мандата. Преминуо на дужности.                           |
| 1                             | Фрањо Туђман             | Фрањо Туђман             | 1922—1999.  | 1992. и 1997.            |                          | Хрватска демократска заједница      | Република Хрватска је прогласила независност у време мандата. Преминуо на дужности.                           |
| –                             | Влатко Павелић           | Влатко Павлетић (в.д.)   | 1930—2007.  | 26. новембар 1999.       | 2. фебруар 2000.         | Хрватска демократска заједница      | Председник Хрватског сабора који је вршио дужност Председника (за Туђмана до његове смрти 10. децембар 1999). |
| –                             | Златко Томчић            | Златко Томчић (в.д.)     | 1945.       | 2. фебруар 2000.         | 18. фебруар 2000.        | Хрватска сељачка странка            | Председник Хрватског сабора који је вршио дужност Председника до инаугурације новог председника.              |
| 2 (18)                        | Стјепан Месић            | Стјепан Месић            | 1934.       | 18. фебруар 2000.        | 18. фебруар 2010.        | Независни                           | Био је кандидат Хрватске народне странке на првом избору.                                                     |
| 2 (18)                        | Стјепан Месић            | Стјепан Месић            | 1934.       | 2000, 2005               |                          | Независни                           | Био је кандидат Хрватске народне странке на првом избору.                                                     |
| 3 (19)                        | Иво Јосиповић            | Иво Јосиповић            | 1957.       | 18. фебруар 2010.        | 18. фебруар 2015.        | Независни                           | Био је кандидат Социјалдемократске партије.                                                                   |
| 3 (19)                        | Иво Јосиповић            | Иво Јосиповић            | 1957.       | 2009/10.                 |                          | Независни                           | Био је кандидат Социјалдемократске партије.                                                                   |
| 4 (20)                        | Колинда Грабар-Китановић | Колинда Грабар-Китаровић | 1968.       | 19. фебруар 2015.        | 19. фебруар 2020.        | Независни                           | Била је кандидат Хрватске демократске заједнице                                                               |
| 4 (20)                        | Колинда Грабар-Китановић | Колинда Грабар-Китаровић | 1968.       | 2014/15.                 |                          | Независни                           | Била је кандидат Хрватске демократске заједнице                                                               |
| 5 (21)                        | Зоран Милановић          | Зоран Милановић          | 1966.       | 19. фебруар 2020.        | тренутно                 | Социјалдемократска партија Хрватске | Био је кандидат Социјалдемократске партије Хрватске                                                           |
| 5 (21)                        | Зоран Милановић          | Зоран Милановић          | 1966.       | 2019/20, 2024/25         |                          | Социјалдемократска партија Хрватске | Био је кандидат Социјалдемократске партије Хрватске                                                           |